# Carrizal (Los 80)
«Carrizal» es el cuarto episodio de la cuarta temporada de la serie de televisión chilena Los 80.y el episodio 34 en general de la serie. Escrito por Rodrigo Cuevas y José Fonseca, con dirección de Boris Quercia, el episodio se estrenó por Canal 13 el 6 de noviembre de 2011.

## Desarrollo

### Trama
El capítulo se sitúa entre el 20 y 22 de mayo de 1986; las innumerables revueltas sociales en Santiago de Chile, provocan que la empresa de Juan (Daniel Muñoz) y Don Farid (Benito Quercia) deban cerrar un día clave de entrega de producción para que las trabajadoras puedan llegar a sus casas sin correr peligro. Mientras tanto Claudia (Loreto Aravena) tras retornar ilegalmente a Chile, llega a la casa del Doctor Oscar Contardo (Gregory Cohen) en donde comienza a cumplir labores de médico para el Frente Patriótico Manuel Rodríguez. Pero pronto sus personalidades empieza a tensionar su convivencia.
En la casa de los Herrera, Ana (Tamara Acosta) sigue muy preocupada los acontecimientos del país, y como estos podrían afectar a su núcleo cercano. En su casa reciben a Bruno (Pablo Freire), quien se está quedando por la luna de miel de Nancy y Exequiel, en la noche ocurre un apagón generalizado en el país, que impide a los niños poder ver la primera aparición del grupo argentino Soda Stereo en el programa de televisión Martes 13.
Martín (Tomás Verdejo) se encuentra con Paola (Emilia Lara) en su casa mientras ocurre el apagón, y le comenta sobre estar más seguro de cambiarse de carrera, sin embargo, Paola le cuenta que tras algunos malestares de salud, visitó a un médico, descubriendo que tiene 1 mes de embarazo. La noticia deja perplejo a ambos.
Por otro lado Félix (Lucas Escobar) comienza a sentir celos de su compañero Nelson por pasar tanto tiempo con la nueva vecina del barrio, Camila, a la cual él se siente muy atraído. Se entera de que Camila le encanta el cantautor Silvio Rodríguez, por lo cual Félix decide aprender sus canciones en guitarra y así lograr impresionarla. Con la ayuda de Bruno, buscan entre las cosas guardadas de su hermana algún cancionero del cantante. Ana los encuentra revolviendo estas cosas y los reta, además se preocupa por el sorpresivo interés de Félix por este cantante, sobre todo por el tipo de letras de alto contenido social y político que contienen, sin que ella sospechara su verdadero propósito.
Al día siguiente, tras finalizar la jornada normal de trabajo Juan se encuentra a un hombre bastante sospechoso que podía estar relacionado con la CNI y el asunto de su hija; sin embargo, el hombre desea hablar sobre su padre y se presenta como Pedro Herrera Escobedo (Otilio Castro), revelándose como su hermano que lo buscó con el motivo de conocerlo. La revelación deja sorprendido a Juan.
Gabriel (Mario Horton) y su compañero del Frente, "El Rucio", se internan en la localidad costera de Carrizal Bajo en la Región de Atacama en donde con un grupo de personas simulan una empresa pesquera, pero su objetivo real es llevar a cabo el ingreso de armas al país provenientes de Cuba.
En una plaza, Camila se acercó a Félix y le contó que no aguanta que sus papás discutan tanto. Además le preguntó si le pasaba algo porque apenas la ha "pescado". Ella le prestó un casete de Silvio Rodríguez para que escuche sus canciones, esto hizo que llegará muy tarde a la casa, causando el enojo de su madre. Ella se alteró y le pegó, Juan la detiene y ella sale llorando, acá llega Martín y habla con ella, en donde aseguró que no quiere perder otro hijo porque son lo más importante de su vida.
Luego Paola, en tanto, le dice a Martín que no quiere ser mamá, mostrándose abierta a la idea de abortar.
En la playa, Gabriel y sus compañeros inician la operación bajando muchas cajas del mar y entonaron el Himno Nacional. En Santiago, Juan le contó a Ana que tiene un hermano y ella se sorprende mucho. Al mismo tiempo, Félix escucha "Te Amaré" de Silvio Rodríguez, con la que finaliza el episodio.

### Título
El título del episodio "Carrizal" hace referencia a la fallida Internación de armas de Carrizal Bajo ocurrida en el mes de mayo de 1986 por parte del Frente Patriótico Manuel Rodríguez, en donde participa Gabriel.

## Recepción
El capítulo obtuvo 31.2 puntos de audiencia, siendo uno de los episodios más vistos de la serie, alzándose como lo más visto de la semana en Chile, además marca un alza de más de 10 puntos y 1 millón de espectadores con respecto al episodio anterior. 